# Sœurs de la charité de sainte Anne
Les Sœurs de la charité de sainte Anne (en latin : Sororum a Caritate Sanctae Annae) forment une congrégation religieuse féminine hospitalière et enseignante de droit pontifical.

## Historique
La congrégation a pour origine un groupe de bénévoles actives à l'hôpital de la Sainte Croix de Barcelone dirigé par Marie Rafols (1781 - 1853) et le Père Jean Bonal (1769 - 1829) qui quitte la capitale catalane pour l'hôpital provincial de Notre-Dame de Grâce le 28 décembre 1804. Les sœurs se distinguent en particulier par l'assistance aux blessés pendant le siège de Saragosse en 1808. Le 15 juillet 1824, la communauté se dote de constitutions propres et le 16 juillet 1825 les quatre premières religieuses prononcent leurs vœux perpétuels.
L'institut adopte le nom des Sœurs de la charité de sainte Anne en 1865 en l'honneur de la mère de la Vierge Marie, il reçoit du pape le décret de louange le 13 avril 1889 et l'approbation finale du Saint-Siège le 14 janvier 1898, ses constitutions sont définitivement approuvées le 11 mars 1904.

## Activité et diffusion
Les Sœurs de la charité de sainte Anne sont engagés dans les domaines de la santé, de l'éducation et de la promotion sociale.
- Europe : Espagne, Italie, Russie[1],[2].
- Amériques : Costa Rica, Cuba, Guatemala, Honduras, Nicaragua, Panama, Bolivie, Brésil, Chili, Colombie, Équateur, Mexique, Pérou, Vénézuela[3].
- Afrique : République démocratique du Congo, Côte-d'Ivoire, Ghana, Guinée équatoriale, Rwanda[4].
- Asie du Sud-Est : Inde, Népal[5],[6].
- Asie et Océanie : Chine, Macao, Philippines, Australie, Papouasie-Nouvelle-Guinée[7].

La maison généralice est à Saragosse.
En 2017, la congrégation comptait 1987 sœurs dans 261 maisons.